# Ілюзіоніст (фільм, 2006)
«Ілюзіоніст» (англ. Illusionist) — американська костюмована драма режисера Ніла Берґера, що вийшла 2006 року. У головних ролях Едвард Нортон, Пол Джаматті, Джессіка Біл, стрічку створено на основі оповідання «Ілюзіоніст Айзенгайм» Стівена Міллгаузера.
Сценаристом були Марк Швон і Джон Ґетінс, продюсерами — Девід Ґейл, Браян Роббінс, Майкл Толлін. Вперше фільм продемонстрували 27 квітня 2006 року у США на кінофестивалі у Нью-Порт Біч. В Україні у кінопрокаті прем'єра фільму відбулась 9 листопада 2006 року.

## Сюжет
В 1889 році, у Відні, Австрія, ілюзіоніста Айзенгайма прямо під час його виступу затримує поліція, за підозрою в змові проти імперії. Інспектор Вальтер Уль, який його заарештував, пізніше розповідає історію Айзенгайма кронпринцу Леопольду.
Юний Айзенгайм (ім'я при народженні – Едуард Абрамович) ріс в сім'ї мебляра. Одного разу хлопчик зустрів мандрівного чаклуна, який зацікавив його ремеслом ілюзіоніста, після чого зник. Навчаючись небаченим фокусам, Едуард попадає на очі молодій герцогині Софі фон Тешен. Діти закохуються одне в одного, але їм забороняють бачитись. Попри спроби таємно зустрічатись, їх одного разу таки знаходять і силою розлучають, погрожуючи сім'ї Едуарда арештом. Після цього хлопчик збирає речі і йде з дому, подавшись в мандри, під час яких він глибше вивчав магію і почав виступати.
Після п'ятнадцяти років у Відні з'являється ілюзіоніст Айзенгайм. На своїх виставах він настільки вражає своєю майстерністю відвідувачів, що на його виступи починають ходити дедалі більше людей. Слава про чаклуна доходить до кронпринца Леопольда і він вирішує відвідати виставу. Під час виступу ілюзіоніст просить добровольця для фокусу, і ним виявляється наречена Леопольда герцогиня Софі фон Тешен. Трюк настільки захоплює Леопольда, що він просить Айзенгайма виступити в його палаці. Щоправда, під час виступу Айзенгайм принижує Леопольда трюком з його шпагою, за що кронпринц наказує інспектору заборонити виступи фокусника.
Після виступу, до Айзенгайма додому приїжджає Софі й пропонує свою допомогу. Спочатку вони сваряться, але потім цілуються і кохаються. Від неї Айзенгайм дізнається про план Леопольда скинути батька імператора з трону, на що він їй пропонує план втечі з ним. Софі каже, що він на них полюватиме, доки не вб'є, але погоджується.
На наступний день Айзенгайм купує квитки на поїзд, щоб поїхати з Софі. Ввечері дівчина намагається розірвати заручини з Леопольдом і втікає від нього, але п'яний кронпринц наздоганяє її в конюшні, однак пораненій Софі вдається втекти на коні. Вранці на вулиці виявлений її кінь з кривавою плямою на шиї. Поліція на чолі з інспектором Вальтером Ульом вирушає на пошуки герцогині, де її знаходять мертвою в лісному озері, з глибокою раною на шиї.
Айзенгайм впадає у глибоку депресію. Він звільняє свого імпресаріо, викупляє театр і наймає помічників-азіатів. Він припиняє виступи на деякий час, але скоро знову починає показувати шоу, цього разу – спіритичний сеанс, на якому викликає дух загиблого хлопчика. Цей трюк приводить публіку в здивування, в тому числі й інспектора Уля. Взнавши від інспектора про трюк, кронпринц приходить переодягненим на наступний виступ. Однак під час нього Айзенгайм викликає дух вбитої Софі, і деякі глядачі намагаються взнати в неї, чи не є кронпринц Леопольд її вбивцею. Вальтер Уль за наказом Леопольда заарештовує Айзенгайма прямо під час виступу. В поліцейському відділку Айзенгайму вдається уникнути арешту, вийшовши на балкон до прихильників і сказавши їм, що все, що вони бачили на його виступах, є лише ілюзією, трюками, а не справжнім викликанням духів.
Однак, попри застереження, на наступному своєму виступі Айзенгайм знову закликає дух Софі, після чого сцену штурмує поліція, а сам ілюзіоніст виявляється теж духом і за певний час сам зникає. Інспектор Вальтер Уль сам починає вірити у вбивство Софі кронпринцом, тому починає розслідування і розуміє, що всі сліди ведуть до нього. Леопольд розуміє, що Вальтер його викриє, дістає револьвер і направляє його на інспектора. Уль повідомляє Леопольду, що вже звернувся у «вищу інстанцію», і до замку прибуває імперська гвардія для арешту Леопольда, але він здійснює самогубство.
На наступний день Уль отримує посилку від Айзенгайма, в якій знаходиться книга з описом трюку «Апельсинове дерево». Інспектор згадує всі ключові події, переосмислює їх і все стає зрозумілим: Айзенгайм і Софі інсценували її смерть щоб вона стала вільною від Леопольда. Уль захоплено сміється над бездоганністю їхнього плану. Тим часом, десь далеко, біля підніжжя гори Айзенгайм йде до лісового будиночка, біля якого його чекає Софі. Закохані знову зустрічаються, цілуються й починають нове життя.

## У ролях
| Актор                | Персонаж                                                                                      | Роль                                                        |
| -------------------- | --------------------------------------------------------------------------------------------- | ----------------------------------------------------------- |
| Едвард Нортон        | Ілюзіоніст Айзенгайм / Едуард Абрамович (англ. Eisenheim the Illusionist / Eduard Abramovich) | фокусник                                                    |
| Пол Джаматті         | Вальтер Уль (англ. Walter Uhl)                                                                | Головний інспектор віденської поліції                       |
| Джессіка Біл         | Софі фон Тешен (англ. Sophie von Teschen)                                                     | герцогиня, наречена кронпринца Леопольда, кохана Айзенгайма |
| Руфус Сьюелл         | Леопольд (англ. Leopold)                                                                      | кронпринц Австро-Угорщини                                   |
| Едді Марсан          | Джосеф Фішер (англ. Josef Fischer)                                                            | менеджер Айзенгайма                                         |
| Джейк Вуд            | Юрка (англ. Jurka)                                                                            | поліцейський агент                                          |
| Аарон Тейлор-Джонсон | юний Айзенгайм (англ. young Eisenheim)                                                        |                                                             |
| Елеонор Томлінсон    | юна Софі фон Тешен (англ. young Sophie von Teschen)                                           |                                                             |

## Сприйняття

### Критика
Фільм отримав загалом позитивні відгуки: Rotten Tomatoes дав оцінку 74 % на основі 186 відгуків від критиків (середня оцінка 6,9/10) і 82 % від глядачів із середньою оцінкою 3,8/5 (413,907 голосів). Загалом на сайті фільм має позитивний рейтинг, йому зарахований «стиглий помідор» від кінокритиків і «попкорн» від глядачів, Internet Movie Database — 7,6/10 (202 426 голосів), Metacritic — 68/100 (37 відгуків критиків) і 7,9/10 від глядачів (211 голосів). Загалом на цьому ресурсі від критиків і від глядачів фільм отримав позитивні відгуки.

### Касові збори
Під час показу у США протягом першого (вузького, зі 18 серпня 2006 року) тижня фільм показали у 51 кінотеатрі і він зібрав $927,956, що на той час дозволило йому зайняти 20 місце серед усіх прем'єр. Наступного (широкого, зі 1 вересня 2006 року) тижня фільм показали у 971 кінотеатрах і він зібрав $6,189,133 (5 місце). Показ протривав 182 днів (26 тижнів) і завершився 15 лютого 2007 року. За цей час фільм зібрав у прокаті у США $39,868,642, а у решті світу $48,023,746, тобто загалом $87,892,388 при бюджеті $16 млн. З продажу DVD-дисків було виручено $38,305,240.
Під час показу в Україні, що стартував 9 листопада 2006 року, протягом першого тижня фільм зібрав $169,169, що на той час дозволило йому зайняти 2 місце серед усіх тогочасних прем'єр. В Україні фільм зібрав $339,834.

### Нагороди і номінації[12]
| Рік  | Нагорода                                  | Категорія                                                          | Номінант      | Результат |
| ---- | ----------------------------------------- | ------------------------------------------------------------------ | ------------- | --------- |
| 2006 | Camerimage                                | Срібна жаба                                                        | Дік Поуп      | Перемога  |
| 2006 | Національна рада кінокритиків США         | Найкращі незалежні фільми                                          | фільм         | Перемога  |
| 2006 | Кінофестиваль у Нью-Порт Біч              | Видатні досягнення в акторстві                                     | Джесіка Біл   | Перемога  |
| 2006 | San Diego Film Critics Society Awards     | Найкраща операторська робота                                       | Дік Поуп      | Перемога  |
| 2006 | San Diego Film Critics Society Awards     | Спеціальна нагорода                                                | Едвард Нортон | Перемога  |
| 2007 | 79-та церемонія вручення нагороди «Оскар» | Найкраща операторська робота                                       | Дік Поуп      | Номінація |
| 2007 | Американська спільнота кінооператорів     | Видатні досягнення в галузі кінематографії для театральних релізів | Дік Поуп      | Номінація |
| 2007 | Британська спільнота кінооператорів       | Нагорода за найкращу операторську роботу                           | Дік Поуп      | Номінація |
| 2007 | Нагорода «Вибір критиків»                 | Найкращий композитор                                               | Філіп Ґласс   | Перемога  |
| 2007 | Ґільдія костюмерів                        | Досконалість в історичному фільмі                                  | Нґілія Діксон | Номінація |
| 2007 | Незалежний дух                            | Найкращий сценарій                                                 | Ніл Берґер    | Номінація |
| 2007 | Онлайн спільнота кінокритиків             | Найкраща оригінальна музика                                        | Філіп Ґласс   | Номінація |
| 2007 | USC Scripter Award                        | Найкращий сценарист                                                | Ніл Берґер    | Номінація |

### Виноски
1. ↑  ČSFD — 2001.
2. 1 2  The Illusionist: Release Info (англ.). Internet Movie Database. Архів оригіналу за 18 серпня 2013. Процитовано 17 вересня 2013.
3. 1 2  Ілюзіоніст на сайті Kino-teatr.ua
4. 1 2 3  The Illusionist (англ.). Internet Movie Database. Архів оригіналу за 27 вересня 2013. Процитовано 17 вересня 2013.
5. 1 2  The Illusionist (англ.). The Numbers. Архів оригіналу за 10 вересня 2013. Процитовано 17 вересня 2013.
6. ↑  The Illusionist (англ.). Allmovie. Процитовано 17 вересня 2013.[недоступне посилання з червня 2019]
7. 1 2  Full cast and crew for The Illusionist (англ.). Internet Movie Database. Архів оригіналу за 8 серпня 2013. Процитовано 17 вересня 2013.
8. ↑  The Illusionist (англ.). Rotten Tomatoes. Архів оригіналу за 27 липня 2014. Процитовано 17 вересня 2013.
9. ↑  The Illusionist (англ.). Metacritic. Архів оригіналу за 19 червня 2013. Процитовано 17 вересня 2013.
10. ↑  The Illusionist (англ.). Box Office Mojo. Архів оригіналу за 24 травня 2018. Процитовано 17 вересня 2013.
11. ↑  The Illusionist — Ukraine Weekend Box Office (англ.). Box Office Mojo. Архів оригіналу за 6 березня 2016. Процитовано 17 вересня 2013.
12. ↑  Awards for The Illusionist (англ.). Internet Movie Database. Архів оригіналу за 27 березня 2014. Процитовано 17 вересня 2013.